# Compass International Pictures
Compass International Pictures è stata una compagnia di distribuzione americana, fondata nel 1977 da Irwin Yablans e Joseph Wolf. È nota per aver distribuito il primo film della saga di Halloween. La compagnia chiuse nel 1981.

## Film distribuiti
- Halloween - La notte delle streghe (Halloween), regia di John Carpenter (1978)
- Horror Puppet (Tourist Trap), regia di David Schmoeller (1979)
- Nocturna: Granddaughter of Dracula, regia di Harry Hurwitz (1979)
- Roller Boogie, regia di Mark L. Lester (1979)
- The Day Time Ended, regia di John 'Bud' Carlos (1980)
- Blood Beach, regia di Jeffrey Bloom (1981)
- Hell Night, regia di Tom DeSimone (1981)